# Шадрінськ (аеродром)
Шадрінськ — колишній військовий аеродром у Курганській області. Розташований за 5 км на південь від центру міста Шадрінськ, в селищі Осєєво.

## Історія
Спочатку був навчальним аеродромом Шадрінського військового авіаційного училища штурманів, а після його розформування з 1960 року до початку 1990-х років — одним із навчальних аеродромів Челябінського ВВАКУШ. На ньому базувався 909-й навчальний авіаційний полк та 108-й авіаційний полк, які були оснащені літаками Ту-124Ш, Ту-134Ш. Раніше, до 1974 року, у складі 909-го полку було 18 бомбардувальників Іл-28 із прицілами Рим-С та ПСБН-М.
В 1993 році з аеродрому міста Кедайняй (Литва) було переведено 600-й військово-транспортний авіаційний полк, на озброєнні якого стояли літаки Іл-76. Під час першої війни в Чечні літаками полку перекидалися військові частини Уральського військового округу.
В 1998 році 600-й ВТАП (в/ч 78684) був розформований, наприкінці 1990-х аеродром покинутий, бетонну ЗПС демонтовано.
1 серпня 2010 року на ґрунтовій ЗПС Шадринського аеродрому відбулося авіаційне шоу на честь 80-річчя Повітряно-десантних військ МО РФ.
15 серпня 2010 року проведено авіашоу, присвячене дню авіації РФ за участю клубу мото парапланеристів, парашутистів спортсменів, було організовано катання на літаках Ан-2, Як-18 та Як-52, на бронетехніці (МТЛБ), виступ четвірки парашутистів акробатів.